# Rogier in 't Hout
Rogier in 't Hout (1971) is een Nederlands acteur. In 't Hout genoot zijn opleiding aan de Toneelschool Amsterdam. Hij speelde onder andere bij het Ro Theater en bij Toneelgroep Amsterdam. Daarnaast speelde hij in diverse films en televisieseries en films, waaronder Het Klokhuis.

## Filmografie

### Film
- High 5 (2001)
- Taal is zeg maar echt mijn ding (2018)

### Televisie
- De Toeslagenaffaire (2024)
- Welkom in de Middeleeuwen (2022)
- Welkom in de 80-jarige Oorlog (2018)
- Welkom in de jaren 60 (2016)
- Welkom in de IJzeren Eeuw (2015)
- Welkom bij de Romeinen (2014)
- Welkom in de Gouden Eeuw (2012)
- Flikken Maastricht (2007)
- Deadline (2010)
- Het Klokhuis (2007-heden)
- Noord Zuid (2015)
- Jeuk (2014)

## Theater
- 2017 - Kleine Sofie en Lange Wapper
- 2025 - BV Vastgoed (Toneelgroep Maastricht)